# Катахреза
Катахреза (од грч. κατάχρησις — злоупотреба), која изворно означава семантичку злоупотребу или грешку, име је дато многим различитим врстама стилских фигура у којима се реч или фраза примењују на начин који значајно одступа од конвенционалне (традиционалне) употребе.

## У античкој реторици
У античкој реторици катахреза је имала вишеструко значење:
1. Означавала је „метафору из нужде“, када за неки појам не постоји назив, па се говорник или писац потпомаже употребом сликовитог израза и тада је у питању метафоричка катахреза. Када у ту сврху користи пренесени израз онда је таква катахреза метонимијска.
2. Такође, појам катахрезе је обухватао и неправилну или неадекватну метафору у којој се замењује значење појмова међу којима нема праве сличности или сродности (нпр. „угасите свирке свеколике“, „одликовао се свим могућим манама“). У случајевима када је нехотична, оваква катахреза се сматра стилском грешком, док се свесно направљена схвата као изражавање дубље спознаје присутне у наизглед дисјунктивним изразима и тада може да постане оксиморон или синестезија.
3. Катахреза је означавала и погрешну упоребу речи која није у складу са њеним правим значењем.

## Примери
- Мртви људи на гробљу који се називају становници су пример катахрезе.[2]